# Колокола (Игра престолов)
«Колокола» (англ. The Bells) — пятый и предпоследний эпизод восьмого сезона фэнтезийного сериала HBO «Игра престолов», и 72-й во всём сериале. Сценарий к эпизоду написали Дэвид Бениофф и Д. Б. Уайсс, а режиссёром стал Мигель Сапочник. Премьера эпизода состоялась 12 мая 2019 года.
«Колокола» показывает финальную битву за владение Железным Троном, в которой силы Дейенерис Таргариен начинают нападение на силы Серсеи Ланнистер в Королевской Гавани.
Эпизод подвергся критике как от критиков, так и от зрителей, и у эпизода самый низкий рейтинг во всём сериале на сайте Rotten Tomatoes. Критики похвалили эпизод как визуально впечатляющий, а также похвалили игру актёров, но раскритиковали темп и логику истории, а также сюжетные арки персонажей Тириона, Джейме, Серсеи, Серого Червя, Вариса и в особенности Дейенерис. Эпизод получил три номинации на премию «Эмми», и Лина Хиди выбрала этот эпизод, чтобы поддержать свою номинацию в категории лучшая женская роль второго плана в драматическом сериале.
В этом эпизоде в последний раз появились Конлет Хилл (Варис), Пилу Асбек (Эурон Грейджой), Антон Лессер (Квиберн), Хафтор Юлиус Бьёрнссон (Грегор Клиган) и Рори Макканн (Сандор Клиган).

## Сюжет

### На Драконьем Камне
Варис (Конлет Хилл) пишет письмо об истинном происхождении Джона Сноу (Кит Харингтон), и в этот момент приходит девочка, которая сообщает ему, что Дейенерис Таргариен (Эмилия Кларк) продолжает отказываться от отравленной ею еды. Пообещав щедрую награду, он приказывает ей «попробовать ещё раз за ужином». Затем умоляет Джона занять Железный Трон, но Джон отказывается предать Дейенерис. Тирион Ланнистер (Питер Динклэйдж) сообщает королеве о заговоре Вариса; она казнит Вариса, а позже обвиняет в его смерти Сансу Старк (Софи Тёрнер). Джон отвергает поцелуй Дейенерис; затем она решает, что при отсутствии любви от кого-либо в Вестеросе, которая может помочь её претензии на трон, она будет править с помощью страха. Тирион умоляет её пощадить простой народ Королевской Гавани, если зазвонят городские колокола, и она кивает Серому Червю (Джейкоб Андерсон). Дейенерис сообщает Тириону, что Джейме Ланнистер (Николай Костер-Вальдау) схвачен по пути в Королевскую Гавань, и грозит Тириону смертью, если тот снова её подведёт. Но Тирион с помощью хитрости освобождает Джейме и просит Давоса Сиворта (Лиам Каннингем) тайком доставить последнего в осаждённый город на лодке, чтобы тот смог спасти Серсею Ланнистер (Лина Хиди).

### В Королевской Гавани
На следующий день Арья Старк (Мэйси Уильямс) и Сандор Клиган (Рори Макканн) входят в город никем не замеченные. Отдельно от них в город тайком проникает на лодке Джейме (Николай Костер-Вальдау). Высадившись на берег у подземного хода, он сталкивается с Эуроном (Пилу Асбек), сразив его в тяжёлом бою и получив при этом тяжёлую рану.
Битва начинается с того, что Дейенерис (Эмилия Кларк) и Дрогон сжигают Железный Флот Эурона Грейджоя, а затем скорпионы на стенах города, городские ворота и большую часть армии Золотых Мечей за пределами города. Серый Червь (Джейкоб Андерсон) убивает Гарри Стрикленда (Марк Рисман), капитана Мечей, которого сдувает с его белой лошади. Армия Дейенерис сражается в Королевской Гавани с оставшимися силами Ланнистеров, которые сдаются при виде Дрогона, и в городе звенят колокола. Тем не менее, потерявшая контроль над собой Дейенерис на Дрогоне начинает методично уничтожать простых жителей и безоружных солдат, в то время как её армия во главе с Серым Червём добивают выживших. Потрясённый Джон (Кит Харингтон) убивает солдата-союзника, пытающегося изнасиловать горожанку, и приказывает своим людям отступать, в то время как город горит и рушится.
Сандор с трудом убеждает Арью отказаться от своего желания отомстить Серсее (Лина Хиди), чтобы выжить. Когда Серсея и её свита пытаются бежать, внезапно на их пути появляется Пёс, который, легко перебив Королевских стражей, сражается со своим ненавистным братом Грегором Клиганом (Хафтор Юлиус Бьёрнссон). Вмешивается Квиберн (Антон Лессер) и Грегор убивает его, раздробив голову о стену. Пока Серсея убегает, Сандор нападает на Грегора и, после ожесточённой схватки, сбрасывает его со стены, после чего оба гибнут в огне. Истекающий кровью Джейме встречает Серсею, и вместе они пытаются бежать через тайный ход, но путь к спасению завален камнями, и Джейме остаётся лишь утешать Серсею в последние минуты, после чего своды подземелья обрушиваются на них.
На улицах Королевской Гавани шокированная Арья наблюдает разрушение города, безуспешно пытаясь спасти ребёнка и его мать, но сама едва избегает смерти, после чего покидает город, ускакав на белом коне.

## Производство

### Сценарий
Сценарий к эпизоду был написан Дэвидом Бениоффом и Д. Б. Уайссом.

### Съёмки
Режиссёром эпизода стал Мигель Сапочник. Это его последний эпизод во всём сериале.
Для съёмок эпизода был воссоздан город Дубровник (чтобы он представлял Королевскую Гавань) на натурной съёмочной площадке в Белфасте. Съёмки сцены смерти Вариса в конечном итоге заняли семь месяцев, так как из-за дождей съёмки приходилось приостанавливать.
На промо-фото сцены, где Джейме и Серсея обнимаются в Красном Замке, видна его заметно невредимая рука, а не металлический протез, который персонаж получил в четвёртом сезоне. В настоящем эпизоде видна только металлическая рука. Ошибка в изображении привлекла внимание в свете ошибки с стаканчиком кофе из предыдущего эпизода.

### Кастинг
Лора Элфинстоун получила роль одной из жительниц Королевской Гавани, которая помогала Арье Старк во время нападения дракона на город. Американский футбольный квотербек Аарон Роджерс исполнил небольшую роль в этом эпизоде.

## Реакция

### Рейтинги
Эпизод посмотрели 12,48 миллионов зрителей во время оригинального показа на HBO, что делает его самым просматриваемым эпизодом во всём сериале на сегодняшний день, побив рекорд «Дракона и Волка». Дополнительные 5,9 миллионов зрителей посмотрели эпизод на стриминговых платформах, что в целом составляет 18,4 миллионов зрителей.

### Реакция критиков

#### Общая реакция
На сайте Rotten Tomatoes эпизод получил рейтинг 49% на основе 105 отзывов и среднего рейтинга 6,33/10. Консенсус сайта гласит: «Смерть, разрушение и ухудшение рассудка Дейенерис делают „Колокола“ эпизодом на века; но большой объём сюжета в очень маленьком периоде времени запутывает историю и может оставить зрителей в ощущении, что завершение немного незаслуженно». У этого эпизода самый низкий рейтинг за всю историю шоу.
Леника Крус из «The Atlantic» написала, что, несмотря на «впечатляющую» игру актёров и «потрясающие» эффекты, это был «худший эпизод во всей „Игре престолов“» из-за сюжета, который были либо «чрезвычайно очевидным», либо «абсолютно нелогичным», а массовое убийство казалось «незаслуженным отрицанием личности, которую [Дейенерис] для себя строила много лет». Эмили Вандерверфф из «Vox» написала, что во «мрачном» эпизоде «было не очень много смысла», но приписал режиссёру Мигелю Сапочнику «великолепные визуальные эффекты, [которые] простирались за пределы боевых сцен», и похвалил игру актёров, включая Мэйси Уильямс, Лену Хиди, Питера Динклэйджа и Эмилию Кларк; последние два сделали действия их персонажей правдоподобными, даже когда они не были логичными. Алекс Маклеви из «The A.V. Club» написал, что эпизод успешно продемонстрировал, что «хаос войны делает из нас всех злодеев и жертв», с «прогрессией от волнующей надежды к трагической развязке, умело выполненной режиссёром Мигелем Сапочником» с «улучшенной крупномасштабной хореографией, чем в „Долгой Ночи“».
Хью Монтгомери из BBC Culture написал, что такие персонажи, как Тирион, Джейме, Дейенерис и Серсея были «окончательно принесены в жертву скомканному сюжету шоу», и что «Игра престолов» ранее была «шоу, которое разумно обрисовывало бессмысленный мир», но теперь она стала бредом. Вандерверфф заявил, что смерть Серсеи и Джейме не была предметом особого размышления со стороны сценаристов, а была просто чем-то, что можно было бы вычеркнуть из списка. Келли Лолер из USA Today, заявив, что эпизоду не хватало содержания, и что он был «абсолютной катастрофой», утверждала, что Серый Червь, Дейенерис и Варис действовали так, что не соответствовало их персонажам.
Алан Сепинуолл из «Rolling Stone» написал, что «технический гений» эпизода и «визуальная ясность только дали нам с лёгкостью увидеть то, насколько запутанным было шоу, как с точки зрения повествования, так и с точки зрения персонажей», где скорпионы превратились из точных в бесполезных, где Эурон пережил Дрогона и вступил в «бессмысленную драку с Джейме», где Драка Клиганов была неуязвимой, в то время как замок рушился, где Джейме с лёгкостью зашёл в ограждённый Красный Замок, и где появились «казалось бы сотня Дотракийцев», несмотря на то, что большинство из них, по-видимому, умерли в «Долгой Ночи». Лолер также сказала, что сценаристы «выкинули свою собственную книгу правил (внезапно скорпионы не работают и Дрогону удаётся сжечь всё?), чтобы преследовать грубое зрелище».
Несколько критиков критиковали темп событий; Лолер написала, что темп начался поспешно, в то время как Спенсер Корнхабер из «The Atlantic» сказал, что шоу «мчалось сквозь сюжетные контрольные отметки». Уилл Бедингфилд из «Wired» также чувствовал, что шоу ускорило сюжетные линии, увидев смерть Вариса без кульминационной подготовки, которая была в предыдущих сезонах. Сара Хьюз из «The Guardian» приписала проблемы восьмого сезона с темпом к тому, что в седьмом сезоне было потрачено много времени на кружение вокруг различных сюжетных точек, и это гарантировало, что остальная часть сериала будет ощущаться как «запыхавшаяся и поспешная».

#### Арка Дейенерис

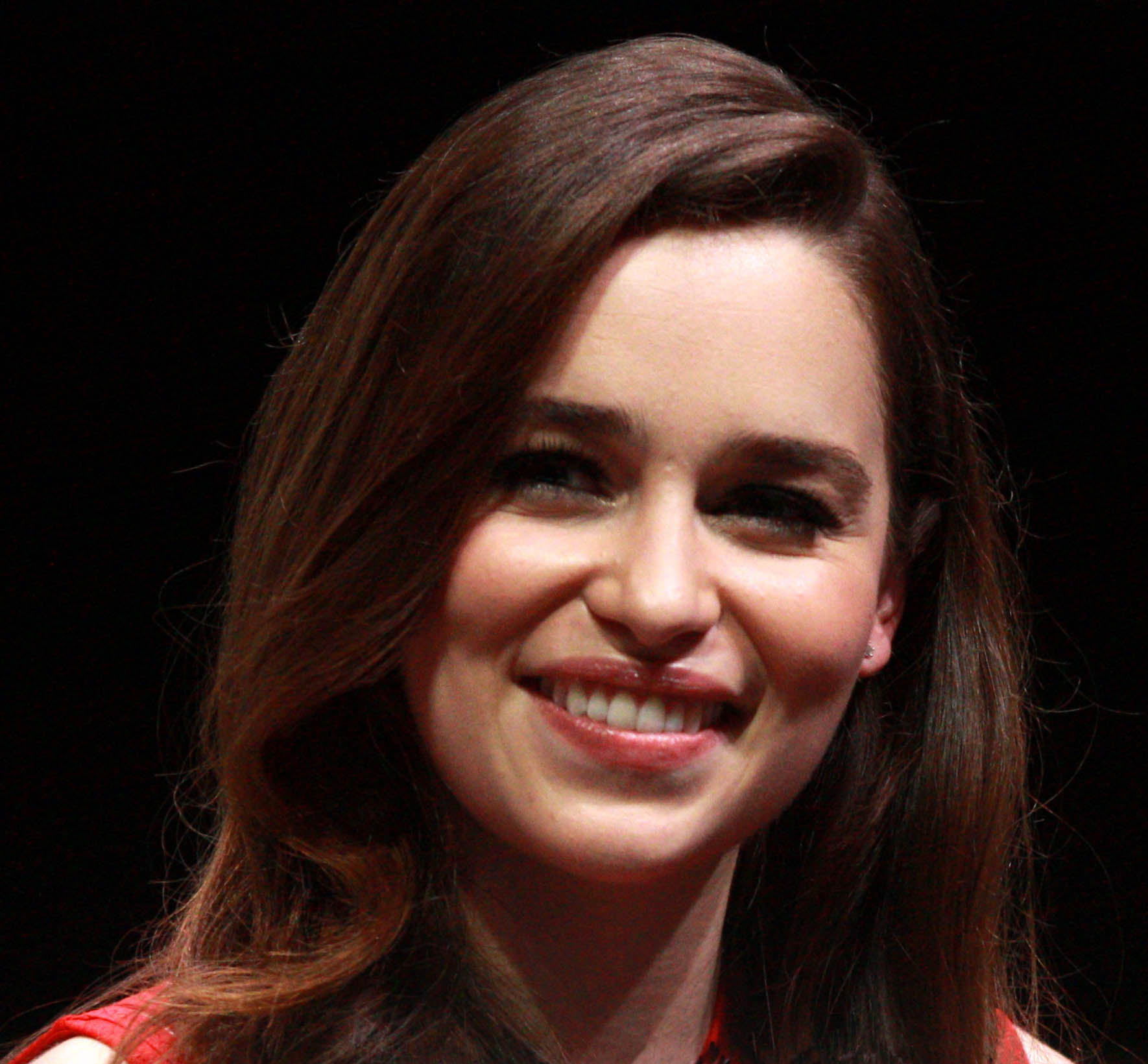
Мотивы Дейенерис Таргариен (Эмилия Кларк) в этом эпизоде получили отрицательные отзывы.

Превращение Дейенерис из спасительницы и освободительницы в диктатора и злодея подверглось острой критике. Многие рецензенты и фанаты полагают, что, поскольку в течение семи сезонов она развивалась как положительный с моральной точки зрения протагонист, в плане повествования бессмысленно было превращать её в убийцу, тем более трансформировать её образ в течение короткого времени. Майк Хоган из «Vanity Fair» заявил, что, хотя изначально сценарий давал зрителю понять, что Дейенерис вспыльчива, «мы видели, как она уравновешивала это насилие милосердием, добротой и, прежде всего, проницательностью». Зак Бичемп из «Vox» утверждает, что предыдущие случаи жестокости со стороны Дейенерис отчасти были логичными, так как она убивала людей, которые или «совершали преступления, заслуживающие наказания», или, как в случае с отцом и братом Сэмвелла Тарли, за то, что они «отказывались подчиниться ей», атаковать же безобидных жителей Королевской Гавани ей не было нужды. По его словам, хотя шоу изначально «строилось на том, что Дейенерис станет Безумной Королевой», и этот замысел развивался, «его выполнение было небрежным и поспешным», и «чувствовалось, что Дейенерис стала монстром лишь потому, что шоу нужно было, чтобы она стала монстром, а не потому, что это оправдывало хорошо продуманное изменение персонажа». Сэм Адамс из «Slate» сказал, что «шоу потратило гораздо больше времени на то, чтобы сделать Дени героем», нежели чем готовить её стать Безумной Королевой.
Персонал «The Atlantic» высказал мнение: «„Игра престолов“ могла бы с лёгкостью продемонстрировать неприятную реальность битвы [Дейенерис] за Вестерос, не кладя выбор убийства невинных прямо на её плечи. Вместо этого, „Колокола“ нарисовали одну из самых ключевых сюжетных точек в последнем сезоне как эмоциональный срыв от усталой, одинокой, параноидальной молодой женщины». Кэтрин Ванарендонк из «Vulture» также раскритиковала эпизод. Она сказала, что шоу когда-то было основано на «эпической политической игре, коррупции власти, вещах, которые мы наследуем от наших семей, людях, которых мы выбираем любить, и неизбежном марше смерти». Элиана Доктерман из «Time» сказала, что она поняла идею власти, развращающей «героическую фигуру, как Дейенерис», и что Дейенерис пала жертвой комплекса мессии, но шоу нужно было развить её до этого момента, как оно развило других персонажей до их моментов. Алан Сепинуолл из «Rolling Stone» заявил, что падение Дейенерис в безумие — это развитие, которое требует «по крайней мере ещё половины основного сезона „Игры престолов“, чтобы это чувствовалось заслуженным».
Майлз Макнатт из «The A.V. Club» сказал, что финальная арка Дейенерис сводится к двум аспектам — развитию истории и развитию персонажа. Он сказал, что сожжение Дейенерис Королевской Гавани является логичным и эффективным способом закончить историю на тематическом уровне, добавив, что то, как «оно меняет остальную часть эпизода является поразительным переосмыслением насилия, которое определило шоу.» В плане персонажей, он чувствовал, что выбор был «бесспорно сложнее», потому что можно было предположить, что выбор Дейенерис был чисто рефлексивным, но в данном случае это была из-за «набора жизненного опыта, который заставил её поверить в то, что правление со страхом было единственным путём впереди неё.» Он сказал, что «сценаристам не удалось создать необходимую структуру для [злодейского перехода], и они могли бы лучше выделить судьбу Дейенерис как злодейки, ссылаясь на такие вещи, как её пророчество в Кварте». Дэниел Д'Аддарио из «Variety» также утверждал, что было логично то, что Дейенерис сожжёт город, потому что её «тактика всегда была более глубоко укоренена в доминировании, чем в сопереживании». Утверждая, что «поворот Дейенерис», вероятно, был с самого начала запланирован Джорджем Р. Р. Мартином, Эндрю Прокоп из «Vox» заявил: «Если „Игра престолов“ закончилась бы тем, что триумфальная Дейенерис Таргариен героически заняла Железный Трон, то это не была бы „Игра престолов“. Это шоу о смерти Неда Старка. Это шоу о Красной свадьбе. Это конец, к которому оно шло всё это время».
Александра Огаст из «Screen Rant» чувствовала, что «в конечном счёте это сводится к вашей интерпретации арки Дени и насколько эта интерпретация была разбавлена темпом, исполнением и культурным контекстом, если это всё есть вообще.» Она обдумывала различные способы, которым шоу могло бы сделать арку лучше, например если бы Дейенерис решила убить только Серсею, но резюмировала тем, что рано или поздно кто-нибудь другой всё равно бы заставил её сорваться. Также заявив, что «есть много способов интерпретировать» решение Дейенерис сжечь город, Меган Гарбер из «The Atlantic» сказала, что, возможно, это было безумие Таргариенов, засевшее в ней, или её безжалостность взяла верх, или «безумное редактирование» сценаристов, или решение, что «некоторые невинные должны умереть сейчас, чтобы многие могли жить мирно в будущем», или, возможно, что Дейенерис «недавно потеряла своего второго дракона и очевидную лояльность тех, кто окружает её, она просто сделала грубый расчёт о силе и о том, что потребуется для её достижения.» Гарбер сказала, что «двусмысленность является мощным инструментов в повествовании», но «хорошо владеть им тоже тяжело», и что «Дейенерис — спасительница, и Дейенерис — монстр, и невозможно знать, где заканчивается одно и начинается другое». Для Гарбер эта неопределённость сделала действия Дейенерис ещё более ужасными, потому что логика не всегда побеждает, и «справедливость не всегда спасает положение».
Шоураннеры Дэвид Бениофф и Д. Б. Уайсс объяснили решение Дейенерис сжечь город тем, что она потеряла почти всех своих друзей и советников, больше не доверяла Джону Сноу и хотела вернуть дом, который построила её семья. Бениофф сказал, что также сыграло роль и то, что Джон не может ответить ей любовью, так как они родственники. Уайсс заявил: «Думаю, что, когда она говорит: „Пусть будет страх“, она смиряется с тем, что, возможно, ей придётся сделать что-то неприятным образом.» Бениофф сказал, что безжалостная сторона Дейенерис всегда присутствовала в ней, и что «если бы Серсея не предала её, если бы Серсея не казнила Миссандею, если бы Джон не сказал ей правду [...] если бы всё это происходило по-другому, то я не думаю, что мы бы увидели эту сторону Дейенерис Таргариен». Эмилия Кларк сказала: «Всё, что привело её к этому, и вот она здесь, одна». Ванарендонк выразила разочарование в том, что Уайсс и Бениофф объяснили действия Дейенерис её эмоциями, а не какой-то «извращённой, эмпатической логикой». Эмма Бэти из «Cosmopolitan» также раскритиковала ответ шоураннеров, заявив: «Определённо, определённо. Женщина определённо склонна прекращать тысячи жизней только потому, что её отец делал то же самое, хотя во всём сериале она настаивала на том, что она не станет таким человеком. Это проверено!»

### Реакция зрителей
Аурели Коринфиос из «People» сказала: «Несмотря на основные сюжетные события, зрителей оставили желать большего от сериала, который последние восемь лет тщательно создавал сложных персонажей.» Она добавила, что «другие защищали эпизод, утверждая, что, действие определённо было „поспешным“, основные элементы всё ещё имели смысл. К тому же, разве мы не знали, что мы не получим счастливый конец?» Лорен Хилл из «Chicago Tribune» сообщила, что эпизод «разделил фанатов. Некоторые были недовольны сюжетными арками некоторых любимых персонажей, в то время как другие некоторое время предполагали, что это всё так и произойдёт».
Рецензенты обратили внимание на негативную реакцию со стороны фанатов, особенно на арку Дейенерис. Эстель Танг из «Elle» заявила, что многие «прокомментировали, насколько это невероятно было для Дени превратиться в жестокого мстителя спустя столько времени в шоу». Габриэль Бруни из «Esquire» сказала, что зрители чувствовали, что сценаристы плюнули на развитие её персонажа. Сотрудники «The Hollywood Reporter» заявили, что «многие зрители „Игры престолов“ видят действия Дейенерис как не что иное, как убийство персонажа, возлагая вину за обращение с Драконьей Королевой, Серсеей и другими сильными женщинами сериала на авторов шоу, Дэвида Бениоффа и Дэна Уайсса». Мехера Боннер из «Cosmopolitan» написала, что «фанаты были абсолютно потрясены» эпизодом, и что они оплакивали то, «как шоу было полностью разрушено небрежным сценарием и ужасными решениями.» Она сказала: «В то время как вы можете утверждать, что многое из этого стоило ожидать, многие фанаты... [я не знаю]... просто надеялись на лучшее? Лучше чем то, что Дейенерис стала Безумной Королевой лишь потому, что это присутствует в истории её семьи, и лучше чем то, что Джейме вернулся к своей старой личности из первого сезона лишь потому, что это лёгкий выход».
На сайте Change.org стартовала петиция, чтобы HBO пересняло восьмой сезон «Игры престолов», который «будет логичным». Она появилась после выхода эпизода «Последние из Старков» в эфир, но стала вирусной после выхода «Колоколов» в эфир. Петиция описала Дэвида Бениоффа и Д. Б. Уайсса как «прискорбно некомпетентных сценаристов». Как отмечает CNET, петиция собрала более 1 миллиона подписей по состоянию на 18 мая 2019 года. Актёр Айзек Хэмпстед-Райт (который играет Брана Старка) назвал петицию «смешной», а актёр Джейкоб Андерсон (который играет Серого Червя) назвал её «грубой». Софи Тёрнер (которая играет Сансу Старк) сказала, что в «Игре престолов» всегда были «сумасшедшие повороты», так что то, что «Дейенерис стала чем-то вроде Безумной Королевой — это не должно быть негативной вещью для поклонников. Конечно, это шок, но я думаю, что это лишь потому, что не всё пошло так, как они хотели». Она утверждала: «Все эти петиции и тому подобное — я думаю, что это неуважение и к съёмочной группе, и к сценаристом и кинематографистам, которые неустанно работали на протяжении 10 лет, и которые на протяжении 11 месяцев снимали последний сезон».

### Награды и номинации
| Год  | Награда                  | Категория                                                                                        | Номинант(ы) | Результат | Прим.  |
| ---- | ------------------------ | ------------------------------------------------------------------------------------------------ | --- | --------- | ------ |
| 2019 | «Эмми»                   | Лучшая актриса второго плана в драматическом сериале                                             | Лина Хиди | Номинация | [ 2 ]  |
| 2019 | Творческая премия «Эмми» | Лучшие костюмы                                                                                   | Мишель Клэптон, Эмма О'Лафлин и Кейт О'Фаррелл                                                                               | Победа    | [ 49 ] |
| 2019 | Творческая премия «Эмми» | Лучшая работа художника-постановщика в историческом или фэнтезийном сериале (один час или более) | Дебора Райли, Пол Гирардани и Роб Кэмерон                                                                                    | Номинация | [ 49 ] |
| 2019 | Творческая премия «Эмми» | Лучшие визуальные эффекты                                                                        | Джо Бауэр, Стив Куллбак, Адам Чейзен, Сэм Конуэй, Мосхен Мусави, Мартин Хилл, Тед Рэй, Патрик Тибериус Гелен и Томас Шелесни | Победа    | [ 49 ] |